# イオネン
イオネンまたはイオネン高分子（英: ionene）とは、繰り返し単位の側鎖ではなく主鎖に電荷を帯びた部分を有する高分子化合物の総称である。狭義には主鎖に四級窒素原子を含む高分子化合物を指す。